# (4301) Boyden
(4301) Boyden – planetoida z grupy pasa głównego asteroid okrążająca Słońce w ciągu blisko 5 i pół roku, w średniej odległości 3,10 j.a. Została odkryta 7 sierpnia 1966 roku w Boyden Observatory (Bloemfontein). Nazwa planetoidy została nadana na cześć Uriaha Athertona Boydena (1804-1879), który zostawił w spadku Harvard College Observatory fundusze na budowę obserwatorium nazwanego później jego imieniem. Uriah Boyden był inżynierem mechanikiem, który zaprojektował udoskonaloną turbinę wodną używaną we włókiennictwie. Przed nadaniem nazwy planetoida nosiła oznaczenie tymczasowe (4301) 1966 PM